# 대명왕조1556
《대명왕조1556》(중국어: 大明王朝1566, 병음: Dà míng wáng cháo yī wǔ wǔ liù 다밍왕차오이우우류[*], 한자음: 대명왕조1556, Da Ming Wang Chao)은 중국의 텔레비전 드라마이다. 2007년 1월 8일 후난 TV에서 처음으로 방영되었다. 대한민국에서는 2014년 5월 6일 케이블 채널 중화TV를 통해 처음 방영되었다.

## 상세
중화인민공화국 하이난성 검찰 중앙기율위원회의 의뢰로 후난위성TV와 합작해 만든 작품이며, 부패에 초점을 모은 드라마를 통해 청렴 문화를 추진하고자 하는 제작 의도였다. 1566년 명 왕조 시기의 가정제 45년을 배경으로 한다. 드라마의 주된 배경은 백성을 뜯어먹기에만 바쁜 중앙정부, 비단업이나 소금업 등으로 자본을 축적해 논을 뽕밭으로 바꾸려는 상업 자본, 하루 벌어 하루 먹고 살기 힘든 농민과 같은 기층세력 등 세 축으로 나뉘어 진행된다.
드라마 방영 당시 중국에서는 시청률 0.61%를 기록했으며 명나라를 다룬 드라마로 화제를 모았다. 1566년의 웅대한 역사는 물론 그간 다루지 않았던 가정제, 간신 엄숭, 대청관 해서 등 유명한 역사 인물들을 등장시켰고, 명나라 시기 역사적 문제들을 표현하면서 현대 정치, 사회적 문제 등으로 전국민적 화제 거리를 제시했다.

## 등장 인물
연출은 <군인기밀> (人机密), <인간정도시창상> (人正道是桑) 등을 연출한 장려 감독이 맡았다. 가정제 역에는 <적등황록청람자> (赤橙紫), <대댁문> (大宅) 등에 출연했던 천바오궈이, 해서 역은 <인간정도시창상>, <중국원정군> (中征) 등에 출연한 황지충이 맡아 열연했다.
- 천바오궈(陈宝国) : 가정제(嘉靖帝) 역
- 황지충(黄志忠) : 해서(海瑞) 역
- 예대굉(倪大宏) : 엄숭(嚴嵩) 역